# Iuri Lótman
Iuri Mikhàilovitx Lótman (rus: Ю́рий Миха́йлович Ло́тман, en estonià: Juri Lotman; 28 febrer 1922 – 28 octubre 1993) va ser un important acadèmic expert en literatura, semiòtica i història cultural. i historiador cultural. Va treballar a la Universitat de Tartu i va ser membre de l'Acadèmia Estoniana de Ciències. Va ser el fundador de l'Escola Semiòtica de Taru-Moscou. El seu nombre d'obres impreses supera els 800 títols. El seu arxiu, actualment conservat a la Universitat de Tallinn i a la Biblioteca Universitària de Tartu, inclou la seva correspondència amb un gran nombre d'intel·lectuals russos.
Iuri Lótman va néixer a Sant Petersburg (Rússia) en una família jueva acomodada: els seus pares eren l'advocat Mikhaïl Lótman i la dentista Aleksandra Lótman, formada a la Sorbona. La seva germana gran, Inna Obraztsova, es va graduar al Conservatori de Sant Petersburg i va esdevenir compositora i professora de teoria musical. La seva germana petita, Victoria Lotman, va ser una important cardiòloga, i la seva tercera germana, Lidia Lotman, va ser professora de literatura russa de la segona meitat del segle xix a l'Institut de Literatura Russa de l'Acadèmia Russa de les Ciències (Casa Pushkin).
Lótman es va graduar de l'educació secundària el 1939 amb resultats excel·lents i va ser admès a la Universitat Estatal de Sant Petersburg sense haver de superar cap examen. Allà hi va estudiar filologia, una decisió presa en part gràcies als amics de la Universitat de Lídia Lótman. De fet, mentre cursava l'educació secundària Yuri ja havia assistit a classes de filologia a la Universitat. Els seus professors a la Universitat van ser acadèmics reconeguts com Gukovski, Azadovsky, Tomashevsky i Propp. El 1940 va ser cridat a files i durant la Segona Guerra Mundial va fer d'operador radiofònic a l'artilleria. El 1946 va marxar de l'Exèrcit i va tornar als seus estudis universitaris. El 1950 es va llicenciar amb distinció, i les seves primeres publicacions de recerca van centrar-se en el pensament literari i social rus dels segles xviii i xix.
A causa de l'antisemitisme, Lótman no va poder obtenir cap plaça acadèmica a Sant Petersburg; de fet, no va poder inscriure's en cap programa de doctorat. El 1950 Lótman va marxar a Estònia i el 1954 va començar a treballar com a professor al Departament de Llengua i Literatura Russes a la Universitat de Tartu. Més endavant va ser nomenat cap del Departament.
Als inicis dels anys 1960, Lótman va establir tot de contactes acadèmics amb un grup de lingüistes estructuralistes de Moscou, als quals va convidar a la Primera Escola d'Estiu de Sistemes de Modelació Secundaris que va tenir lloc a Kääriku del 19 al 29 d'agost de 1964. El grup que s'havia reunit a la primera escola d'estiu va acabar convertint-se en el que avui es coneix com l'Escola Semiòtica de Tartu-Moscou. Entre els participants de l'escola d'estiu i posteriors membres de l'Escola de Tartu-Moscou hi ha personalitats com Boris Uspensky, Vyacheslav Ivanov, Vladimir Toporov, Mikhail Gasparov, Alexander Piatigorsky, Isaak I. Revzin i Georgii Lesskis. Gràcies a la seva feina col·lectiva, van establir un marc de treball teòric sobre la semiòtica de la cultura.
Aquesta escola és àmpliament coneguda per la seva revista Estudis dels Sistemes de Signes, publicada per la Premsa Universitària de Tartu (en rus, Труды по знаковым системам). Aquesta revista va ser posada en marxa el 1964 i actualment és la revista de semiòtica més antiga del món. Lotman va estudiar teoria de cultura, literatura russa, història, semiòtica i semiologia (teories generals de signes i sistemes de signes), semiòtica del cinema, arts, literatura, robòtica, etc. En aquests camps, Lotman ha estat un dels autors més citats. El seu estudi més important en literatura russa va ser sobre Pushkin. Entre els seus treballs més influents en semiòtica i estructuralisme hi ha Semiòtica del cinema, Anàlisi del text poètic i Estructura del text artístic. El 1984, Lotman va encunyar el terme semiosfera.
El 1991 va rebre la Medalla d'Or en Filologia, el reconeixement més important que pot rebre un acadèmic en filologia.
La dona de Iuri Lótman, Zara Mints, també va ser una reconeguda professora de literatura russa. Van tenir tres fills:
- Mihhail Lotman (nascut el1952) és professor de semiòtica i teoria literària a la Universitat de Tallinn. És actiu políticament i ha estat membre del Riigikogu (Parlament Estonià) com a integrant del conservador Res Publica Partit.
- Grigori Lotman (nascut el 1953) és artista.
- Aleksei Lotman (nascut el 1960) és biòleg. Des del 2006 també ha estat polític i parlamentari pel Partit Verd Estonià (2007-2011)